# Dolores Duran
 (août 2012).
Si vous disposez d'ouvrages ou d'articles de référence ou si vous connaissez des sites web de qualité traitant du thème abordé ici, merci de compléter l'article en donnant les références utiles à sa vérifiabilité et en les liant à la section « Notes et références ».
Dolores Duran, de son vrai nom Adiléia Silva da Rocha, née le 7 juin 1930 et décédée le 24 octobre 1959 à Rio de Janeiro, est une chanteuse et une compositrice brésilienne.

## Biographie
Découverte à l'âge de 10 ans lors d'un concours musical télévisé (Calouros en Desfile, animé par Ary Barroso), elle entama sa carrière de chanteuse et de comédienne à la radio et à la télévision. À la fin des années 1940, elle prit le pseudonyme de Dolores Duran et commença à présenter des compositions personnelles dans diverses boîtes de nuit de Rio. Le succès qu'elle rencontra la fit remarquer par Radio Nacional, la radio la plus réputée de l'époque, qui l'invita à participer à différentes émissions. Au début des années 1950, elle se joignit aux artistes de l'Hôtel Glória, très renommé.
Dolores Duran écrivit de nombreuses chansons de Música Popular Brasileira, collaborant avec des compositeurs comme Tom Jobim (Por causa de você), alors en début de carrière, ou Chico Anysio (Filha de chico brito). Ses chansons les plus célèbres furent Estrada do Sol, Ideias Erradas, Minha Toada, A Noite do Meu Bem, Castigo et Olha o Tempo Passando. Elle chanta en Uruguay, en Union soviétique, en Chine et à Paris.

### Santé
Victime d'un rhumatisme articulaire aigu lorsqu'elle était enfant, ce qui lui laissa un souffle au cœur, Dolores Duran subit un infarctus à l'âge de 25 ans, mais négligea de se soigner et continua de consommer tabac et alcool en grandes quantités. Elle décéda précocement à 29 ans d'un nouvel infarctus, probablement favorisé par son mode de vie.

## Discographie
- Dolores Duran Viaja (1955)
- Dolores Duran Canta Para Você Dançar (1957)
- Dolores Duran Canta Para Você Dançar Nº 2 (1958)
- Êsse Norte É Minha Sorte (1959)

## Hommage
Le chanteur Lúcio Alves a enregistré en 1960 un album intitulé A Noite de Meu Bem..., dont tous les titres étaient des compositions de Dolores Duran. 